# Beczka (lotnictwo)

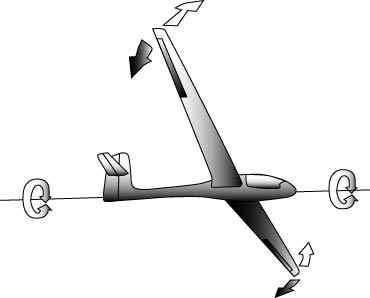
Beczka sterowana to obrót wokół osi podłużnej

Tor lotu i widoczny obrót w czasie beczki sterowanej

Beczka – figura akrobacji lotniczej, w trakcie której statek powietrzny wykonuje obrót dookoła swojej osi podłużnej (biegnącej wzdłuż kadłuba).
Beczkę dzielimy na powolną (sterowaną) i szybką (autorotacyjną). Beczka powolna może być dodatkowo akcentowana, gdy po obrocie o zadany kąt pilot zatrzymuje na chwilę obrót maszyny (akcentuje). Beczka akcentowana co 90 stopni, to tzw. „beczka na cztery tempa”.

## Beczka sterowana
Wbrew pozorom wykonanie tej figury akrobacyjnej (aileron roll (ang.)) nie polega wyłącznie na przechyleniu drążka sterowego w prawą lub lewą stronę i utrzymaniu żądanego kierunku lotu. Gdy bowiem dojdzie do położenia maszyny płatem prostopadle do ziemi – siła nośna płatów nie równoważy ciężaru. Aby maszyna w tym momencie utrzymała wysokość (nie przepadła) pilot do wytworzenia siły nośnej używa kadłuba maszyny, zadzierając go w tym położeniu. Wymaga to precyzyjnego sterowania sterem kierunku, który w tym czasie pełni rolę steru wysokości i sterem wysokości pełniącym rolę steru kierunku. Jeśli dodamy do tego sterowanie lotkami i fakt, iż w locie plecowym potrzebna siła nośna wymaga większego kąta natarcia niż w położeniu normalnym – wyłania się obraz bardzo złożonej pracy sterami przez pilota w tej figurze akrobacji.
Z tego powodu sterowana beczka uchodzi za jedną z najtrudniejszych figur akrobacji lotniczej.

## Beczka szybka
Beczka szybka (autorotacyjna, snap roll (ang.)) jest wykonywana zupełnie odmiennie – wprowadzenie jest podobne do wprowadzenia w korkociąg (choć zazwyczaj jest to „poziomy korkociąg”), jednak odbywa się przy większej prędkości początkowej. Polega na energicznym, jednoczesnym, pełnym wychyleniu steru wysokości (dla wejścia w nadkrytyczny kąt natarcia), oraz steru kierunku i czasem lotki w pożądanym kierunku rotacji (dla zainicjowania autorotacji).
Sam obrót (rotacja) w beczce szybkiej nie wynika z działania lotek, które nie biorą udziału w tej figurze akrobacji, a z różnicy siły nośnej, jaka występuje w wyniku niesymetrycznego zerwania strug na płacie.
W beczce szybkiej samolot (lub szybowiec) nieco wznosi się w początkowej fazie i opada pod koniec (jeżeli jest wykonywana w locie poziomym). W beczce szybkiej są większe przeciążenia, niż w beczce sterowanej.

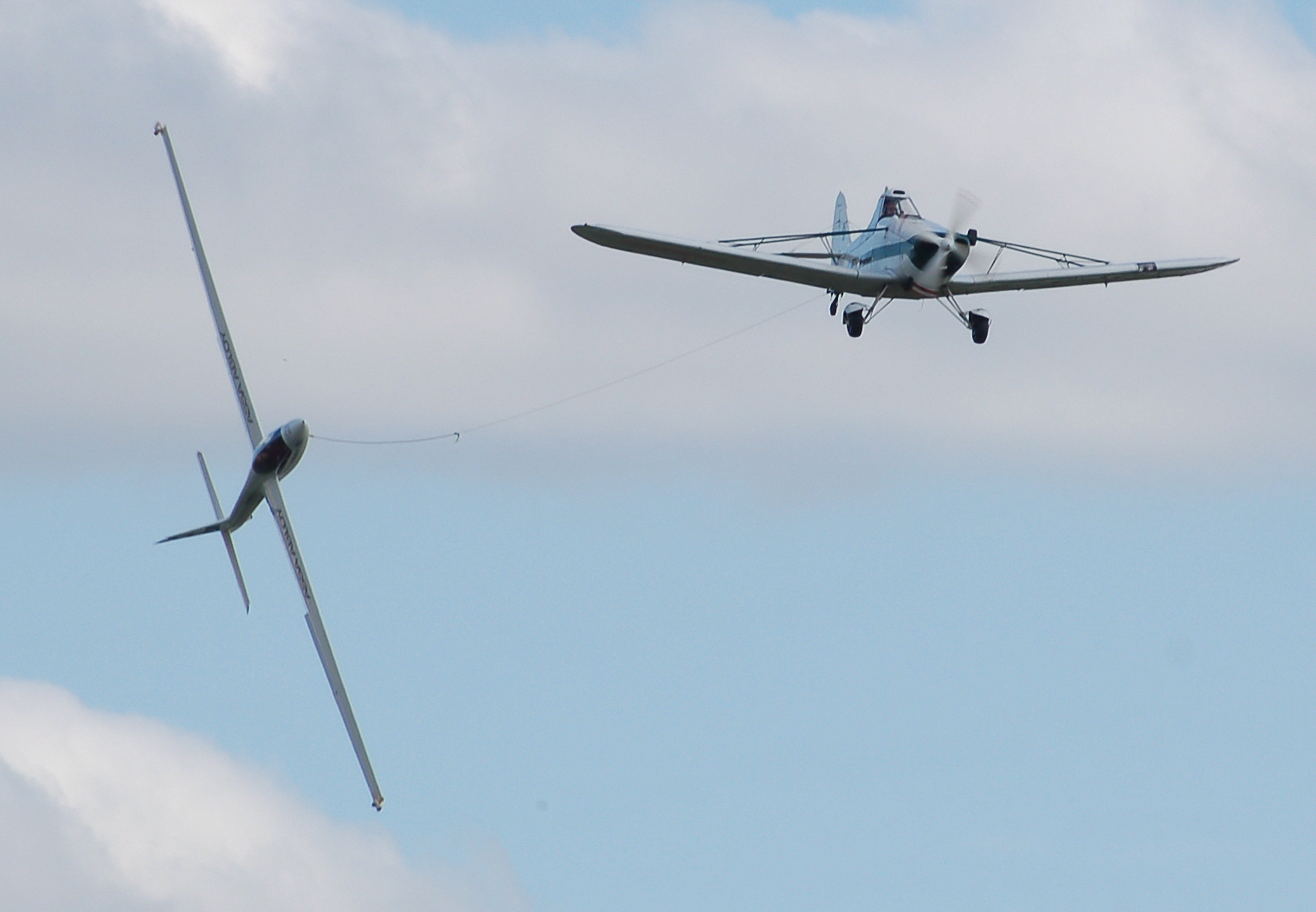
Szybowiec Swift wykonujący beczkę (sterowaną) na holu. Widoczne ustawienie "nosem do góry" konieczne dla zachowania poziomego lotu w tej fazie figury oraz (prawe skrzydło) wychylenie lotki

Beczkę wykonuje się zazwyczaj na samolocie akrobacyjnym lub szybowcu akrobacyjnym z uwagi na wymagania odnośnie do sterowania jak i przeciążenia.
18 czerwca 1952 roku pilot Andrzej Abłamowicz wykonał pierwszą w Polsce beczkę sterowaną szybowcem podczas lotu holowego za samolotem.